# Корнелиус, Петер Йозеф фон
Петер Йозеф фон Корнелиус (нем. Peter Joseph von Cornelius; 23 сентября 1783, Дюссельдорф — 6 марта 1867, Берлин) — немецкий живописец и рисовальщик, выдающийся мастер немецкого романтического академизма. В 1811 году присоединился к обществу «назарейцев» в Риме. Художник-педагог. Директор Дюссельдорфской и Мюнхенской академии изобразительных искусств. Дядя композитора Петера Корнелиуса.

## Биография
Питер Корнелиус родился в Дюссельдорфе, в семье Иоганна Кристиана Алоиса Корнелиуса (1748—1799), художника, преподавателя и инспектора Академии курфюрста (Kurfürstlichen Akademie; в иных источниках: Дюссельдорфской картинной галереи), и его жены Анны Хелены Корстен. Как и его старший брат Ламберт (1778—1823), первое художественное образование получил у отца. После смерти отца вынужден был поддерживать свою семью работой портретиста и рисовальщика-иллюстратора.
С 1798 по 1805 год Корнелиус учился в Дюссельдорфской академии искусств. С 1803 по 1805 год он принимал участие в конкурсах Иоганна Вольфганга фон Гёте на Веймарскую премию. Его самой ранней крупной работой была роспись хора церкви Святого Квирина в Нойсе (Северный Рейн-Вестфалия) выполненная в 1803 году по заказу каноника Вальраффа из Кёльна. В 1808 году Петер начал серию рисунков-иллюстраций к «Фаусту» Гёте. Для этой работы Корнелиус использовал линеарный стиль, на который во многом повлияло факсимильное издание Молитвенникa Максимилиана. Шесть изображений были показаны поэту, который их одобрил. Корнелиус продолжил серию после своего переезда в Рим, и она была опубликована в двенадцати гравюрах между 1816 и 1826 годами под названием «Bilder zu Goethe’s Faust». Корнелиус переехал во Франкфурт в 1809 году и работал там, пока два года спустя не отправился в Рим.
Петер фон Корнелиус прибыл в Рим 14 октября 1811 года и вскоре стал одним из самых многообещающих членов Союза Святого Луки, или «Братства назарейцев», группы молодых немецких художников, проживавших в городе, в которую входили Иоганн Фридрих Овербек, Франц Пфорр, Людвиг Фогель Филипп Фейт, Фридрих Вильгельм фон Шадов Юлиус Шнорр фон Карольсфельд и другие. В римский период Корнелиус вместе с другими назарейцами принял участие в росписи дома прусского консула Бартольди (Casa Bartoldi, 1816—1819), Виллы Массими, а также (совместно с Самуилом Амслером) работал над иллюстрациями к «Песни о Нибелунгах». С 1819 по 1824 год Корнелиус был первым директором Дюссельдорфской академии искусств.

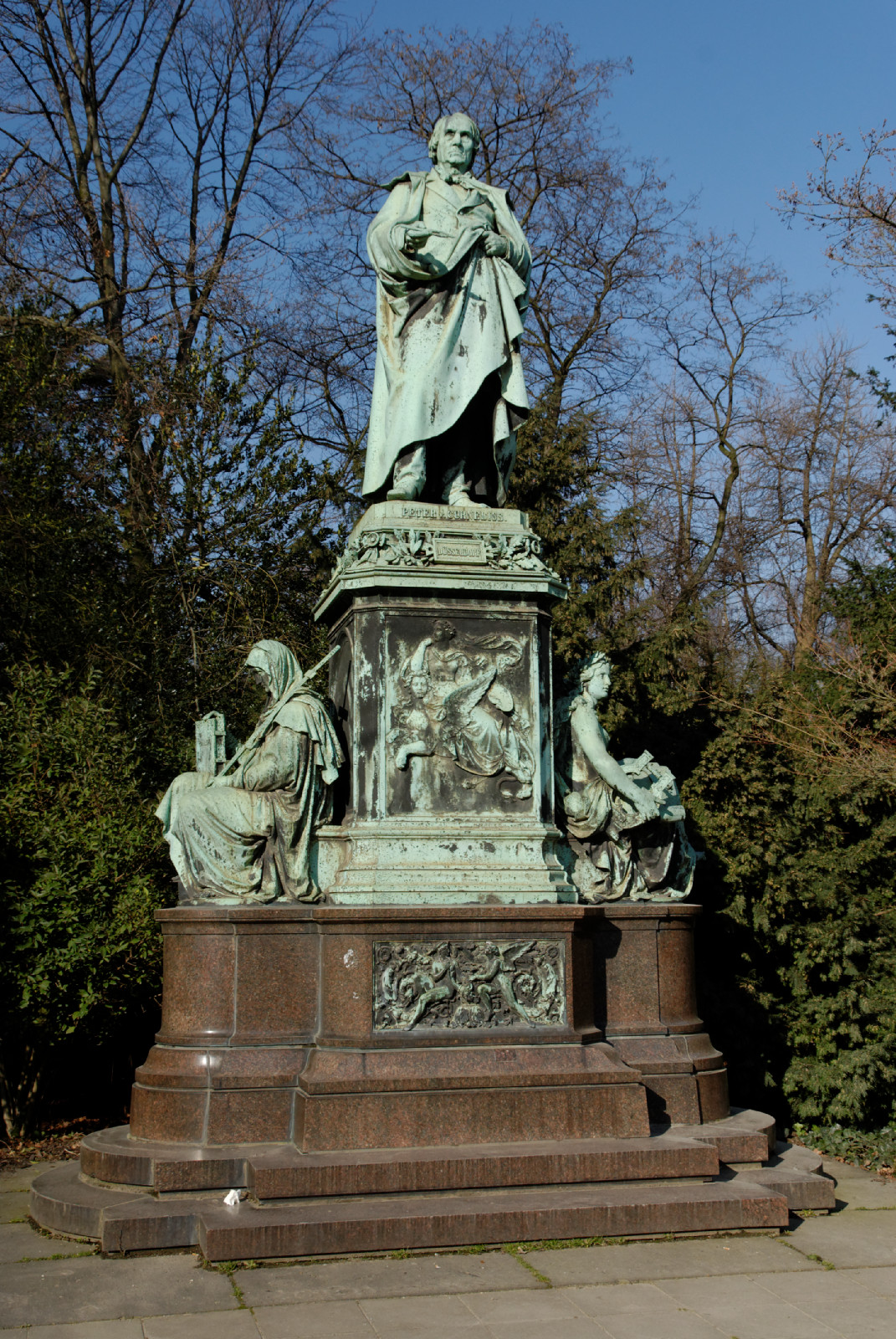
Памятник Петеру фон Корнелиусу. Хофгартен, Дюссельдорф

В 1820-х годах Корнелиус жил преимущественно в Мюнхене, по распоряжению Людвига I Баварского Корнелиусу в 1825 году было поручено управление Мюнхенской академией изобразительных искусств. Королём Людвигом ему было пожаловано дворянство. Петер фон Корнелиус принял участие в росписи мюнхенской Глиптотеки на античные темы (1820—1830, фрески утрачены во время Второй мировой войны) и Старой Пинакотеки, писал придворные портреты. Для выполнения обширных придворных обязанностей Корнелиус привёл с собой некоторых из своих учеников из Дюссельдорфа, таких как Герман Аншютц, Вильгельм фон Каульбах и Адам Эберле, к которым позже присоединился Мориц фон Швинд.
Наиболее известны фрески Людвигскирхе в Мюнхене, которые по большей части были задуманы и выполнены Корнелиусом. Большая композиция «Страшный суд» над главным алтарём этой церкви (1836—1840) имеет размеры 12 Х 19 м. К 1840 году относится последняя работа художника — впечатляющие размахом и экспрессией эскизы росписи королевской усыпальницы по мотивам произведений Альбрехта Дюрера. Однако в 1841 году произошла ссора с королём, и Корнелиус переехал в Берлин.
В столице Пруссии Корнелиус работал над эскизами росписей Берлинского собора. Но поскольку новое здание собора, запланированное королём Фридрихом Вильгельмом IV, не вышло за пределы работ по фундаменту и Кампо Санто не было до конца завершено, проекты, над которыми Корнелиус работал почти двадцать лет, так и не были реализованы. В 1860 году Корнелиус стал членом Мюнхенской ассоциации христианского искусства, а в 1862 году ему было присвоено звание почётного гражданина города Дюссельдорфа.
Среди его учеников были живописцы Генрих Георг Брандес, Якоб Гётценбергер и Готлиб Гассен.

## Стиль и школа
Петер фон Корнелиус и его единомышленники-назарейцы стремились следовать в своих произведениях духу итальянских живописцев. Но их «итальянский стиль» в значительной степени был опосредован наследием Дюрера и «германским чувством формы» с пережитками готического искусства: жёсткими контурами, локальностью цветовых отношений. Корнелиус был признанным лидером немецкой школы живописи XIX века; а его любимый девиз «Германия превыше всего» (Deutschland uber alles) указывает на силу его патриотизма. Корнелиус часто полагался на учеников и помощников при выполнении, а иногда даже и при детальной разработке своих проектов.
В 1855 году Теофиль Готье писал, что Корнелиус «пользовался такой известностью, какой пользуются немногие художники при жизни», добавляя, что им восхищались, «как если бы он уже был мертв». Чтобы полностью понять и оценить масштабы работы, которую Корнелиус совершил для Германии, необходимо учитывать, что в начале XIX века в Германии не было достаточно прочной национальной художественной школы. В развитии живописи и скульптуры Германия отставала от остальной Европы. Однако менее чем за полвека Корнелиус основал школу, возродил настенную роспись и сделал Мюнхен одной из главных художественных столиц Европы. Немецкое возрождение фресковой росписи оказало влияние на другие европейские страны, в том числе на Англию, что, в частности, привело к знаменитым конкурсам картонов (эскизов) фресок, проводимых в Вестминстер-холле. В ноябре 1841 года Петер фон Корнелиус посетил Англию.

## Галерея

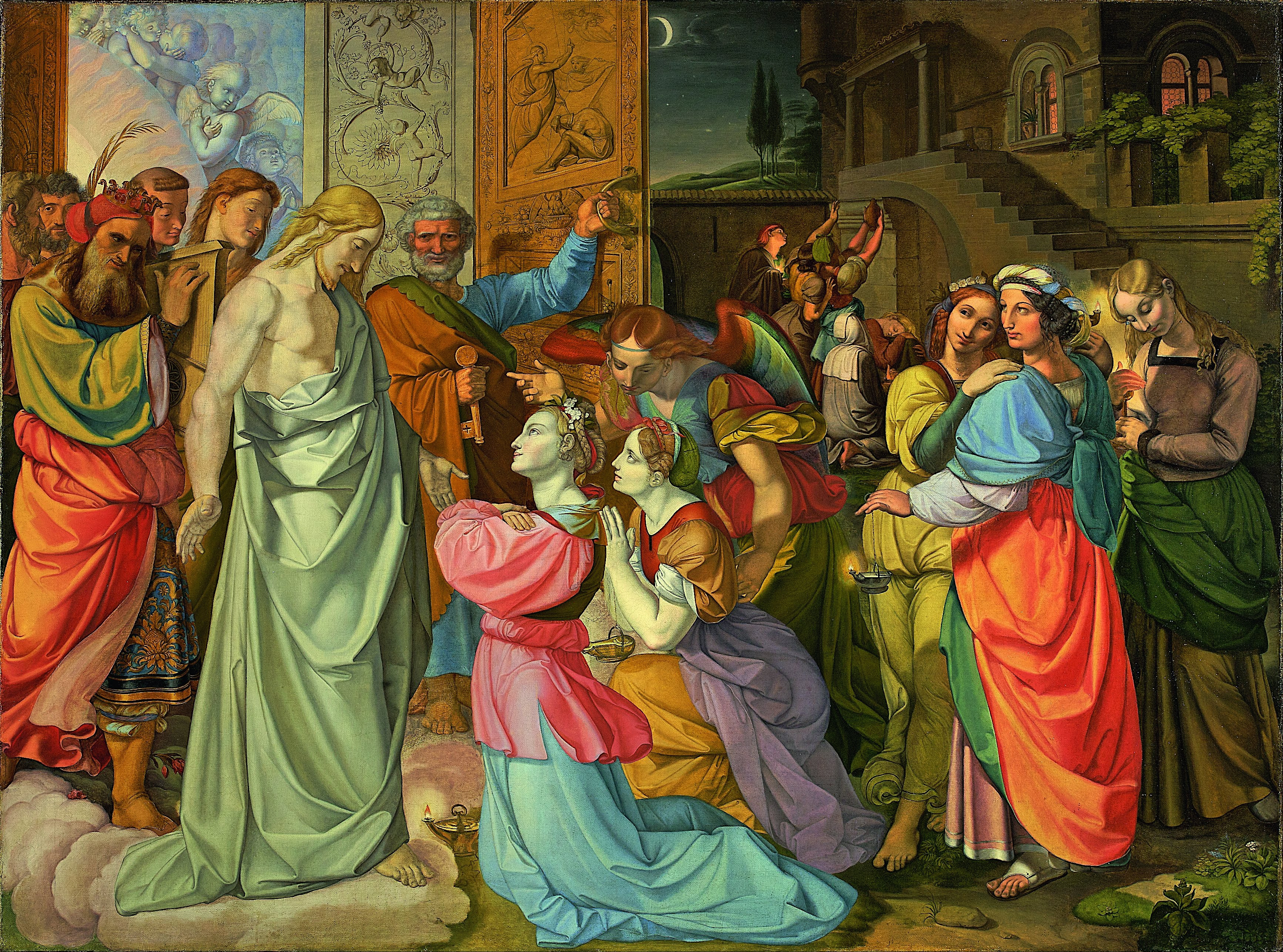
Девы разумные и неразумные. Между 1813 и 1816. Холст, масло. Музей Кунстпаласт. Дюссельдорф
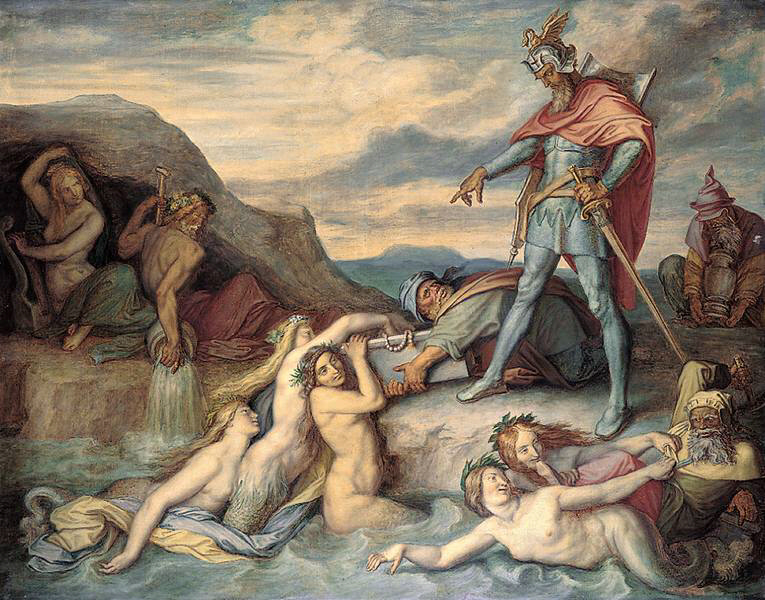
Хаген топит клад Нибелунгов. 1859. Холст, масло. Старая национальная галерея, Берлин
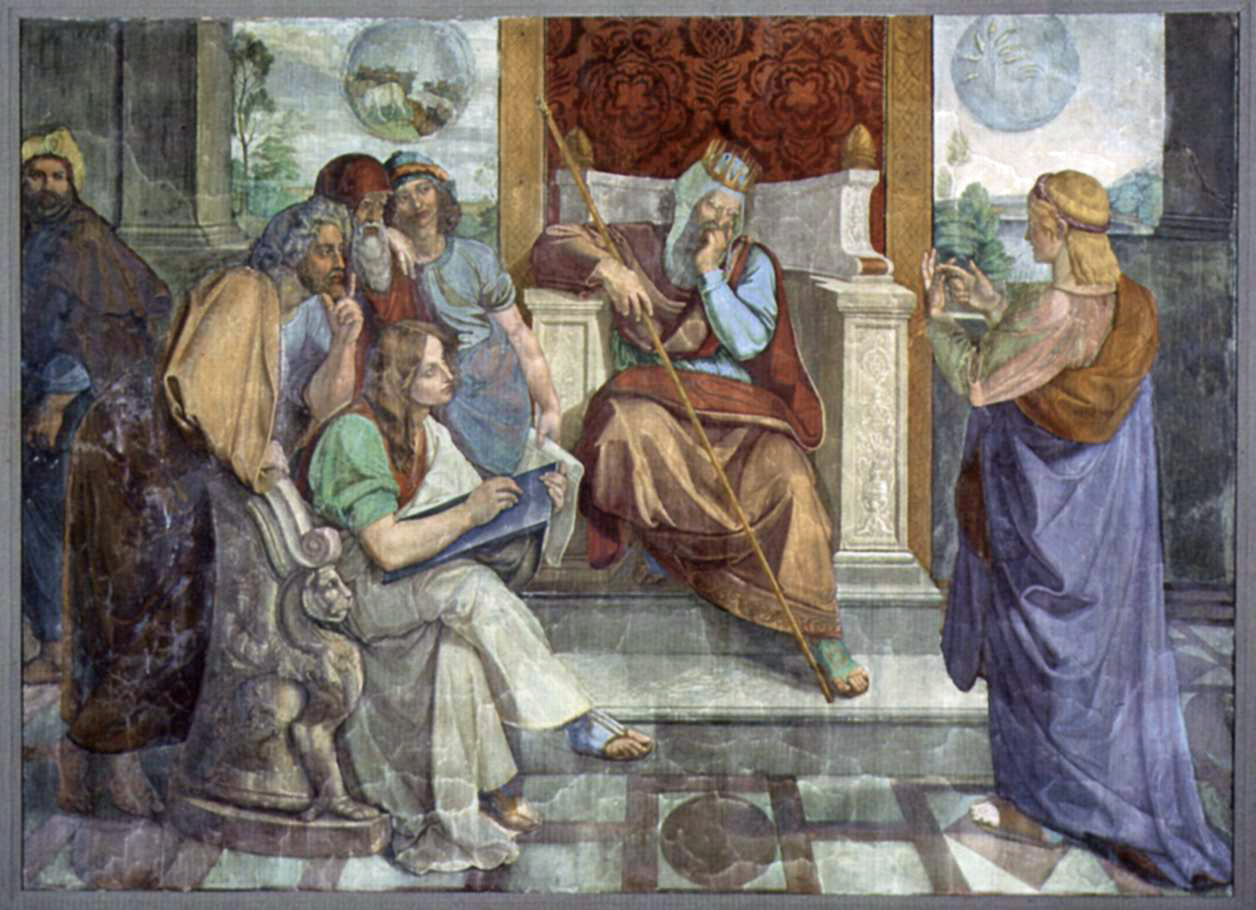
Иосиф толкует сны фараона. Фреска Дома Бартольди, Рим. Между 1816 и 1819. Старая национальная галерея, Берлин
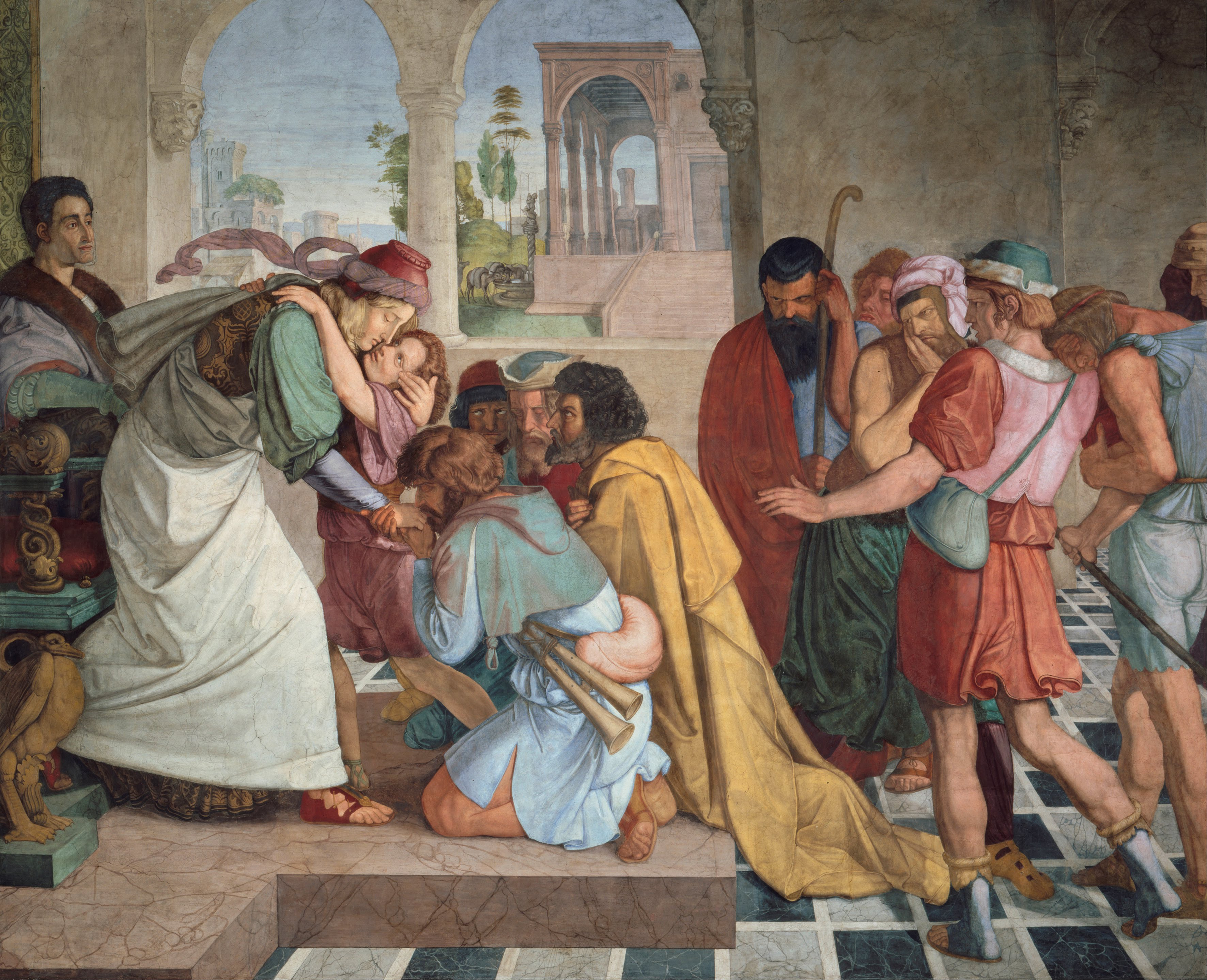
Иосиф открывается своим братьям. Фреска Дома Бартольди, Рим. Между 1816 и 1819. Старая национальная галерея, Берлин
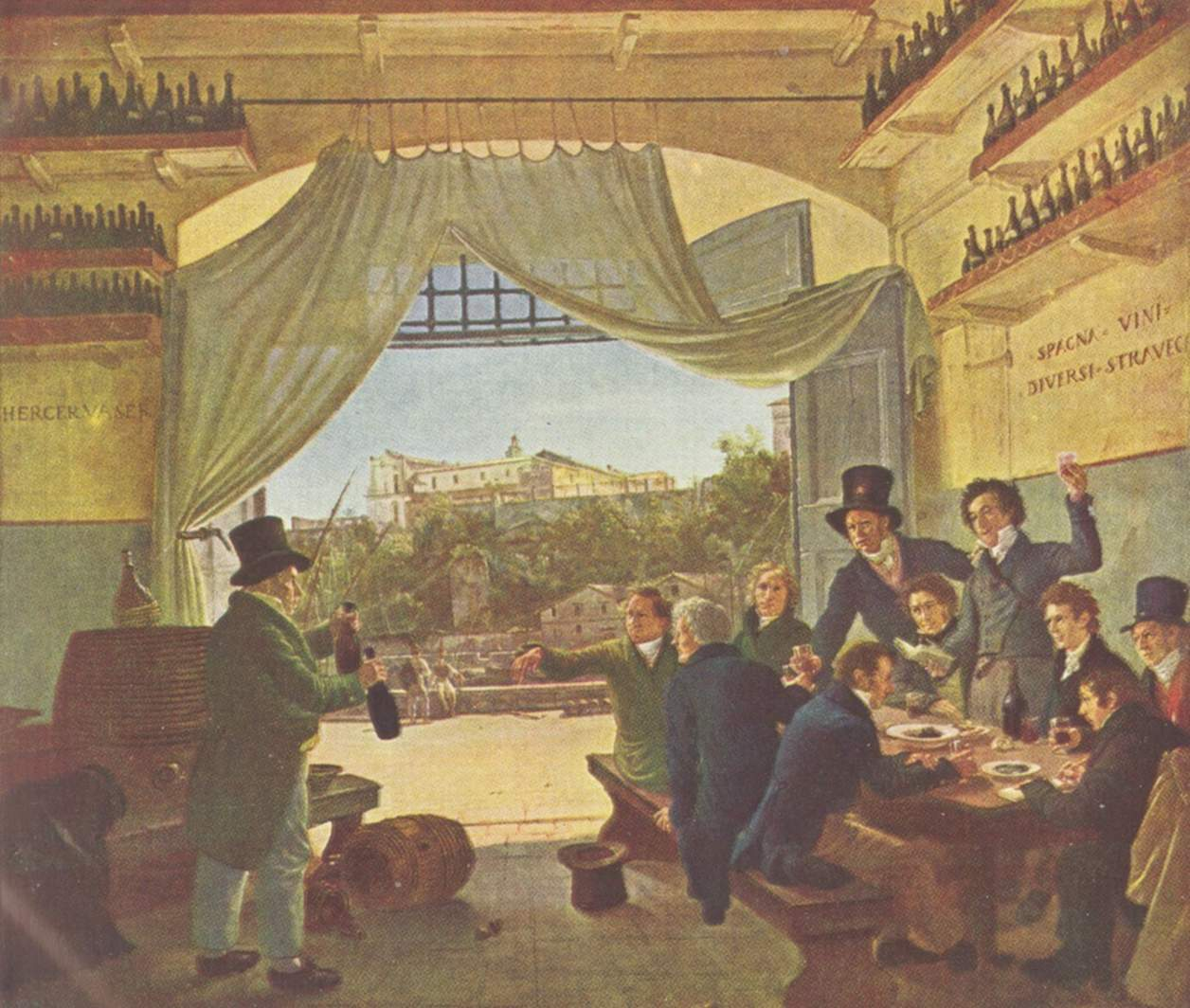
Сцена в таверне. Ок. 1820. Холст, масло. Музей искусств Силезии, Вроцлав
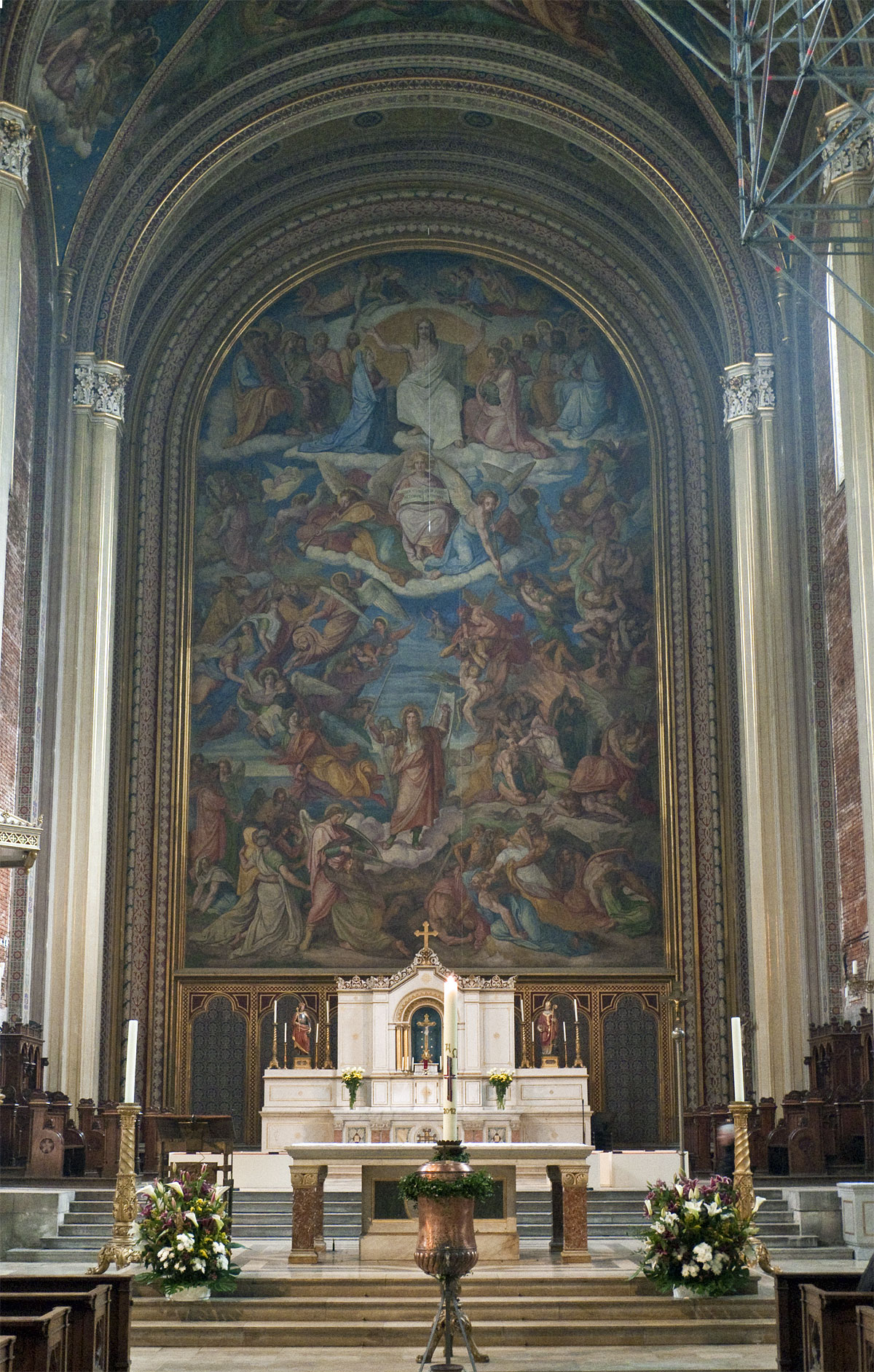
Церковь Св. Людвига, Мюнхен. Главный алтарь
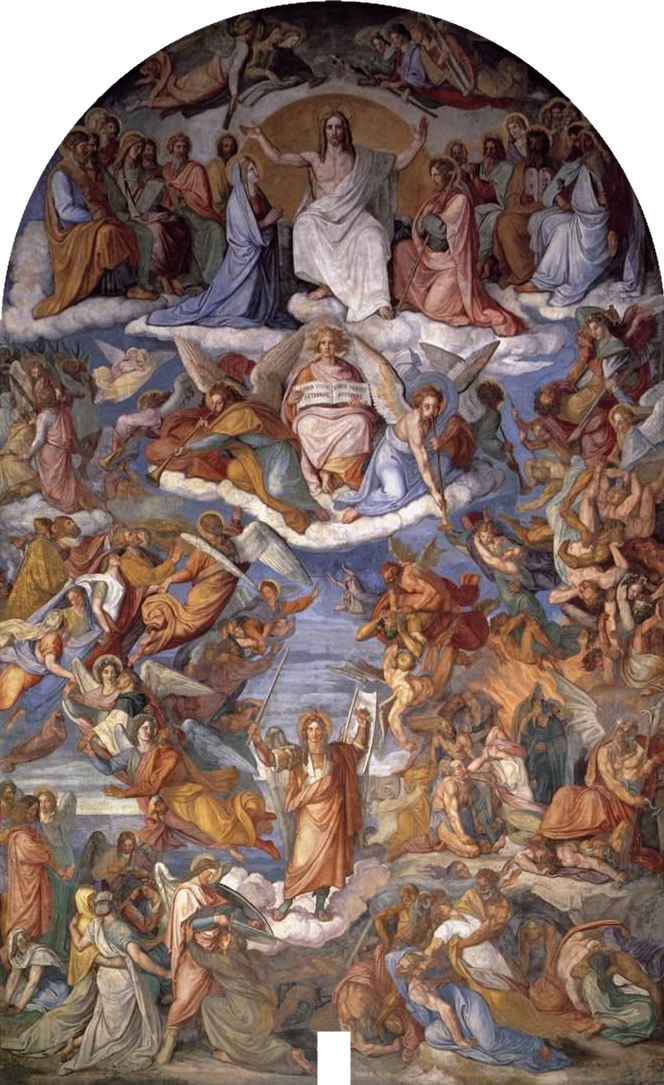
Страшный суд. 1836—1840. Фреска. Церковь Св. Людвига, Мюнхен
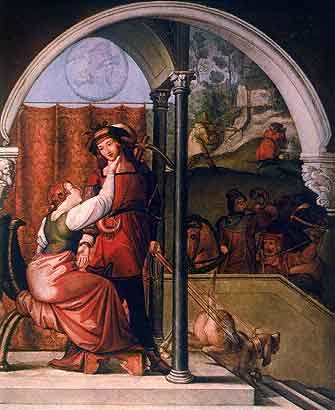
Проводы Зигфрида.  Ок. 1816